# NEC V20
Pour les articles homonymes, voir V20.

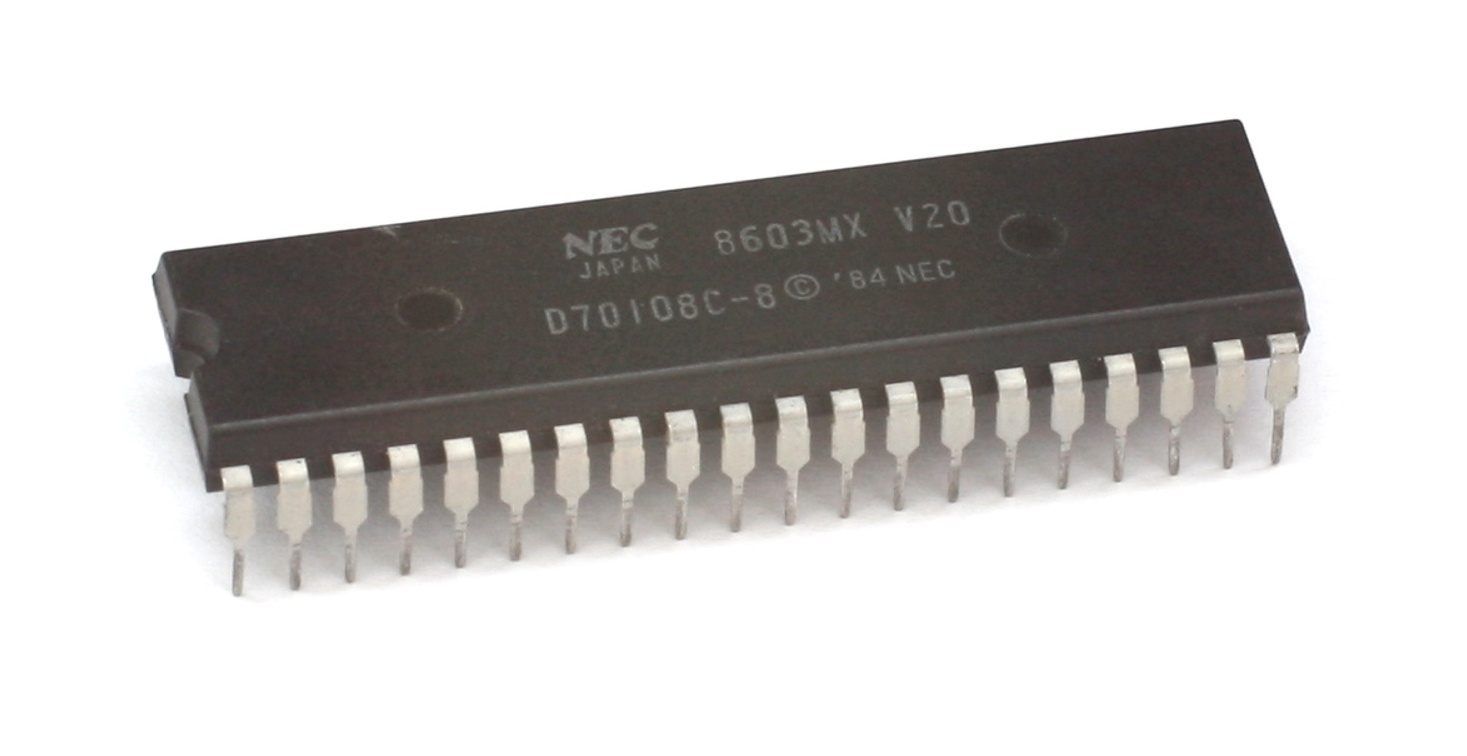
Microprocesseur NEC V20

Le NEC V20 est un microprocesseur fabriqué par NEC Corporation. Il a été introduit en 1982 .
Il comporte approximativement 29 000 transistors. C'est une version du processeur Intel 8088 réalisée en ingénierie inversée qui fonctionne de 8 à 10 MHz. Sa conception le rend plus efficace que les 8088, leur vitesse d'exécution était jusqu'à 30 % plus rapide pour une même vitesse d'horloge.